# Astropecten variegatus
Astropecten variegatus är en sjöstjärneart som beskrevs av Ole Theodor Jensen Mortensen 1933. Astropecten variegatus ingår i släktet Astropecten och familjen kamsjöstjärnor. Inga underarter finns listade i Catalogue of Life.